# Jeff Immelt

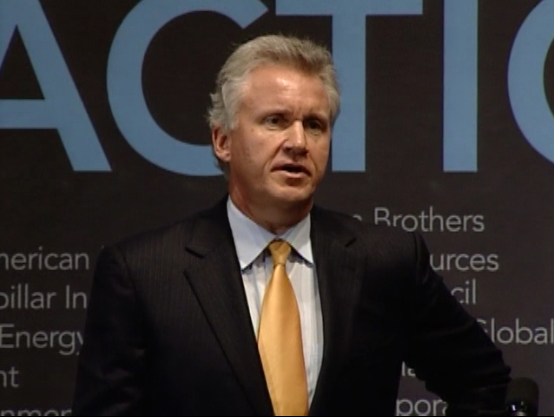
Immelt durante el evento de la Asociación de Acción Climática de U.S. en 2007

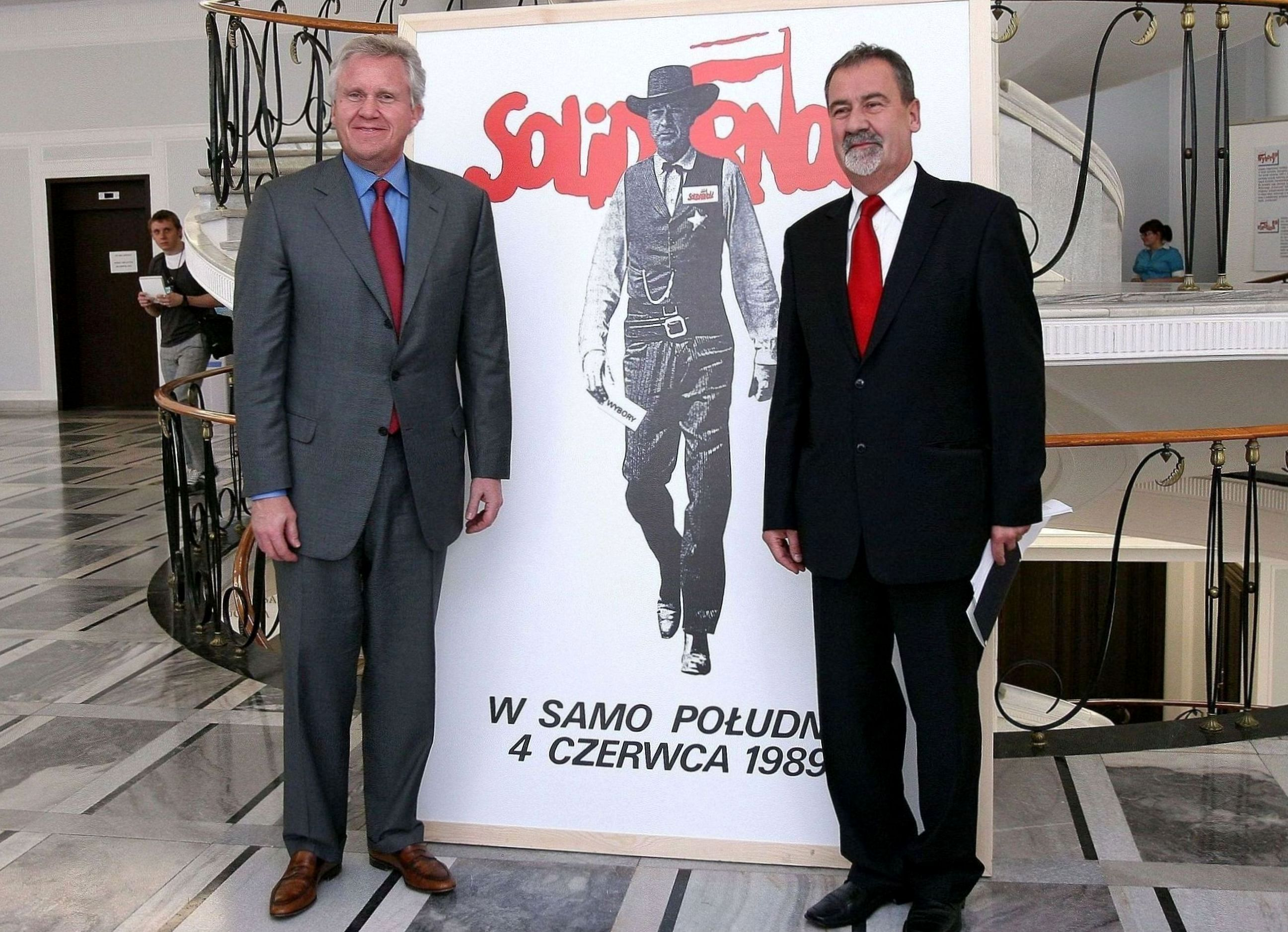
Immelt (izquierda) en el Senado de Polonia en 2009

Jeffrey Robert «Jeff» Immelt (Cincinnati, Ohio; 19 de febrero de 1956) es un ejecutivo de negocios estadounidense. Fue el presidente del consejo y director ejecutivo del conglomerado estadounidense General Electric (GE). Fue seleccionado por el comité de directores de GE en el 2000 para reemplazar a Jack Welch después de su retiro. Previamente, Immelt encabezó la división de Sistemas Médicos de GE (ahora conocido como GE Healthcare) como Presidente y CEO.

## Vida y carrera
Immelt nació en Cincinnati, Ohio, hijo de Donna Rosemary (de soltera Wallace), profesora de escuelas, y Joseph Francis Immelt, quién dirigió la División Aircraft Engines de General Electric. Immelt asistió a la Finneytown High School; practicó fútbol americano en la universidad, jugando la posición de offensive tackle. Obtuvo su título en Matemáticas Aplicadas dentro del Dartmouth College, donde actualmente es miembro de la Junta de Fideicomisarios y fue presidente de su fraternidad, Phi Delta Alpha. También recibió un M.B.A. de la Escuela de Negocios de Harvard. Por otra parte, Immelt ha estado en General Electric desde 1982 y es miembro del consejo de dos organizaciones sin fines de lucro, de las cuales, está la Robin Hood Foundation, una organización caritativa que busca reducir los problemas causados por la pobreza en la ciudad de Nueva York. De igual forma, sirvió como Presidente de The Business Council en 2005 y 2006.
Su permanencia como presidente y CEO generó bajas expectativas- tomó el cargo el 7 de septiembre de 2001, a solo cuatro días de los ataques terroristas en los Estados Unidos, que dejaron dos empleados fallecidos y generó un costo de $600 millones de dólares en el negocio de seguros de GE, al igual que tuvo un efecto directo sobre el sector de Aircraft Engines de la compañía. Posteriormente, Immelt obtuvo una compensación total durante los siguientes cinco años de $53.82 millones de dólares, un ingreso que lo colocó como el sexto mejor ejecutivo de los conglomerados establecidos en los Estados Unidos.
 
Immelt fue nombrado en la revista Time magazine's 100 most influential people in the world en 2009. Desde que asumió el cargo, las acciones de GE cayeron un 3% mientras que los ingresos aumentaron de $15.1 billones de dólares en 2001 a $16.9 billones de dólares en 2013. El total de empleados a final de año de GE disminuyó de 315,000 en 2002 a 307,000 en 2013. Conforme a documentos presentados con la Federal Elections Commission, Immelt vive con su esposa Andrea en New Canaan, Connecticut.

### Administración Obama
En febrero de 2009, Immelt fue nombrado miembro del Consejo Consultivo de la Recuperación Económica del Presidente President's Economic Recovery Advisory Board para dar al presidente y a su administración asesoramiento en la recuperación de la desaceleración económica de Estados Unidos. Cuando el presidente Obama decidió poner a Jeffrey Immelt a la cabeza del Consejo Consultivo, sintió que Immelt tenía conocimientos que podían contribuir a la economía global. Obama reportó que Immelt resultó ser uno de sus principales consejeros económicos para la recuperación económica de Estados Unidos.
El 21 de enero de 2011, el presidente Obama anunció el nuevo cargo de Immelt como Director de su panel externo de asesores económicos, sustituyendo al entonces presidente de la Reserva Federal Federal Reserve Paul Volcker.The New York Times publicó que la asignación de Obama por Immelt fue otra señal significativa de su intento por crear una Casa Blanca más amigable con los negocios." Immelt conservará su puesto en GE mientras se convierte en el presidente del Consejo sobre el Empleo y Competitividad (Council on Jobs and Competitiveness), un nuevo panel que el presidente está creando a través de la orden ejecutiva de los Estados Unidos. A pesar de esto, en julio de 2011, General Electric anunció que está en el proceso de reubicación de su modalidad de Rayos X de Wisconsin a China. Cabe mencionar que Immelt se había referido a China como The second home market de General Electric.

### Compensación
Como CEO de General Electric, en 2007 Immelt generó una compensación total de $14,209,267 dólares, que incluyó un salario base de $3,300,000 dólares, un cash bonus de $5,800,000 dólares, acciones validadas de $4,713,000 dólares, y cambios otorgados de $0 dólares. En 2008, generó una compensación total de $5,717,469 dólares, la cual incluía un salario base de $3,300,000 dólares, acciones validadas de $2,044,650 dólares, y otras compensaciones de $372,819 dólares. Immelt renunció a su bonusen el 2008. En el 2009, Immelt ganó una compensación total de $5,487,155 dólares, la cual incluía un salario base de $3,300,000 dólares, un cash bonus de $0 dólares, acciones validadas de $1,791,000 dólares, cambios otorgados de $0 dólares, además otros ingresos de $396,155 dólares. En 2010, la compensación de Immelt casi se duplicó a $15.2 millones de dólares. Además no recibió bonus por dos años, sin embargo, en febrero de 2010, recibió $4 millones de dólares por su buen trabajo.

### Diplomas y reconocimientos
Después de convertirse en el presidente de GE, Immelt pronunció su primer discurso para la clase graduada del 2001 de la escuela de ingeniería Thayer School of Engineering en el Dartmouth College, de la cual es alumno. En junio de 2004 dio el discurso de graduación de la universidad y recibió un doctorado honoris causa de Derecho en Dartmouth. En los años siguientes, Immelt dio el discurso de graduación de la Northeastern University en 2006, Pepperdine University, el 29 de abril de 2006, Instituto Tecnológico de Georgia, 5 de mayo de 2005, Universidad de Notre Dame, 20 de mayo de 2007, Instituto Tecnológico de Worcester, 17 de mayo de 2008, y Michigan State University, 11 de diciembre de 2010, recibiendo también doctorados honoris causa de las seis universidades. Immelt fue el principal orador el 23 de mayo de 2010, del Hamilton College y el 24 de mayo de 2010, del Boston College. Dirigió la clase de aspirantes a graduarse de 2011 de la University of Maryland, Baltimore County el 23 de mayo de 2011, y recibió un doctorado honoris causa de Servicio Público, a pesar de la controversia dentro de la escuela debido a las estrategias de impuestos implementadas por GE. En mayo de 2013, Immelt dirigió la entrega de diplomas en la Escuela de Graduados de la University of Connecticut, recibiendo, de igual forma, un doctorado honoris causa.